# Henry Perales
Víctor Henry Perales Vargas, plus couramment appelé Henry Perales, né à Trujillo au Pérou le 30 mars 1947 et mort le 23 juillet 2021, est un footballeur péruvien qui jouait au poste d'attaquant avant de devenir entraîneur.
Son fils, Henry Perales Jr., est également entraîneur de football à Porto Rico.

## Biographie

### Carrière de joueur
Surnommé El Chejo, Henry Perales commence sa carrière au Defensor Arica en 1967. Il dispute avec ce club la Copa Libertadores 1970 (un match).
Il réalise cependant l'essentiel de sa carrière dans les années 1970 au sein du CNI d'Iquitos où il demeure l'un des joueurs majeurs. En 1977, il forme un redoutable duo d'attaque avec Bernabé Navarro qui propulse le CNI aux premières places du championnat. Il est d'ailleurs recruté l'année suivante à l'Alianza Lima, club où il remporte le championnat 1978 et dispute la Copa Libertadores 1978 (trois matchs).
Ayant peu de temps de jeu à l'Alianza Lima, il revient au CNI où il met fin à sa carrière en 1982 après une parenthèse à l'Atlético Chalaco en 1981.
International péruvien, Henry Perales ne dispute que trois matchs amicaux avec le Pérou, tous en 1976.

### Carrière d'entraîneur
Devenu entraîneur, Henry Perales remporte à deux reprises la Copa Perú (D3 péruvienne), en 1985 à la tête du Hungaritos Agustinos, puis dix ans plus tard, en 1995, avec le CS La Loretana.

## Palmarès

### Palmarès de joueur
Alianza Lima
- Championnat du Pérou (1) :
  - Champion : 1978.

### Palmarès d'entraîneur
| Hungaritos Agustinos - Copa Perú (1) : - Vainqueur : 1985. |  | CS La Loretana - Copa Perú (1) : - Vainqueur : 1995. |